# Filips Jozef van Salm-Kyrburg

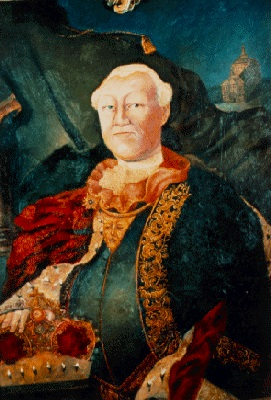
Filips Jozef van Salm-Kyrburg

Filips Jozef van Salm-Kyrburg (1709-1779) was vorst van Salm-Kyrburg van 1743 tot 1779.

## Leven
Filips Jozef was de tweede zoon van Hendrik Gabriel Joseph, regent van Salm-Kyrburg van 1696 tot 1716, en diens echtgenote Maria Theresia van Croÿ. Hij had een oudere broer, Johan, en een zusje, Henriëtte Therese Norbertine. Zij was getrouwd met vorst Maximiliaan Emanuel van Horne. Maximiliaan had al twee dochters uit een vorig huwelijk en de oudste van hen zou later in het huwelijk treden met Filips Jozef zelf.
Hij was de eerst prins van Salm-Kyrburg. Het wild- en rijngraafschap was in 1681 in handen gekomen van het geslacht Salm-Mörchingen bij gebrek aan een mannelijke opvolger en was vanaf toen bestuurd door regenten uit het geslacht Salm. Philip Joseph was met zijn broer Johan regent vanaf 1716. Toen Salm-Kyrburg opnieuw ontstond, ditmaal als prinsdom, werd Philip Joseph de eerste vorst van het staatje.
Hij trouwde in 1742 met prinses Maria Theresia van Horn. Haar vader, vorst Maximiliaan Emanuel van Horn, had enkel twee dochters, waarvan Maria Theresia de oudste was, en besloot in 1774 zijn oudste dochter in zijn testament tot erfgenaam aan te wijzen. Zijn andere dochter, prinses Elisabeth Philippine Claude van Horn, weduwe van vorst Gustaaf Adolf van Stolberg-Gedern en schoonmoeder van Karel Eduard Stuart, stemde zonder protesten toe. Hierdoor kwamen de titels en landgoederen van Maria Theresia’s familie toe aan de prinsen van Salm-Kyrburg.
Filips Jozef en Maria Theresia kregen tien kinderen, waaronder een tweeling:
- Marie Maximiliane Louise (1744-1790), gehuwd met Jean de la Tremoille, hertog van Thouars
- Frederik (1745-1794), later vorst van Salm-Kyrburg
- Auguste Friederike Wilhelmine (1747-1822), gehuwd met hertog Anne-Emanuel de Croÿ
- Karel Augustus (1750)
- Marie Louise (1753-?)
- Lodewijk Joseph Ferdinand (1753-1774)
- Elisabeth Claudine (1756-1757)
- Amalie Zephyrine (1760-1841), gehuwd met vorst Anton Alois van Hohenzollern-Sigmaringen
- Karel Albert Hendrik (1761)
- Maurits Gustaaf Adolf (1761-1813), gehuwd met gravin Christiane van Wartenberg